# Ornithopus
Ornithopus là một chi thực vật có hoa thuộc họ Fabaceae.
Các loài:
- Ornithopus compressus
- Ornithopus sativus
- Ornithopus perpusillus
- Ornithopus pinnatus

## Hình ảnh

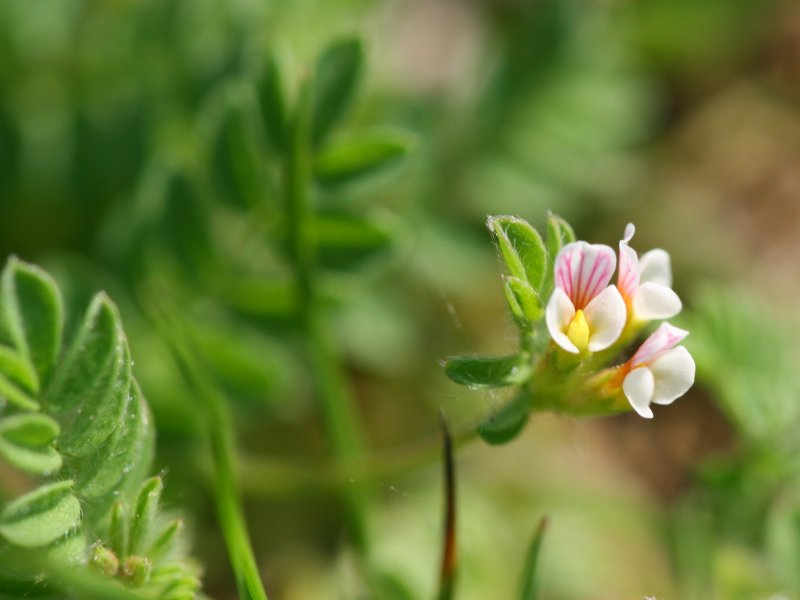
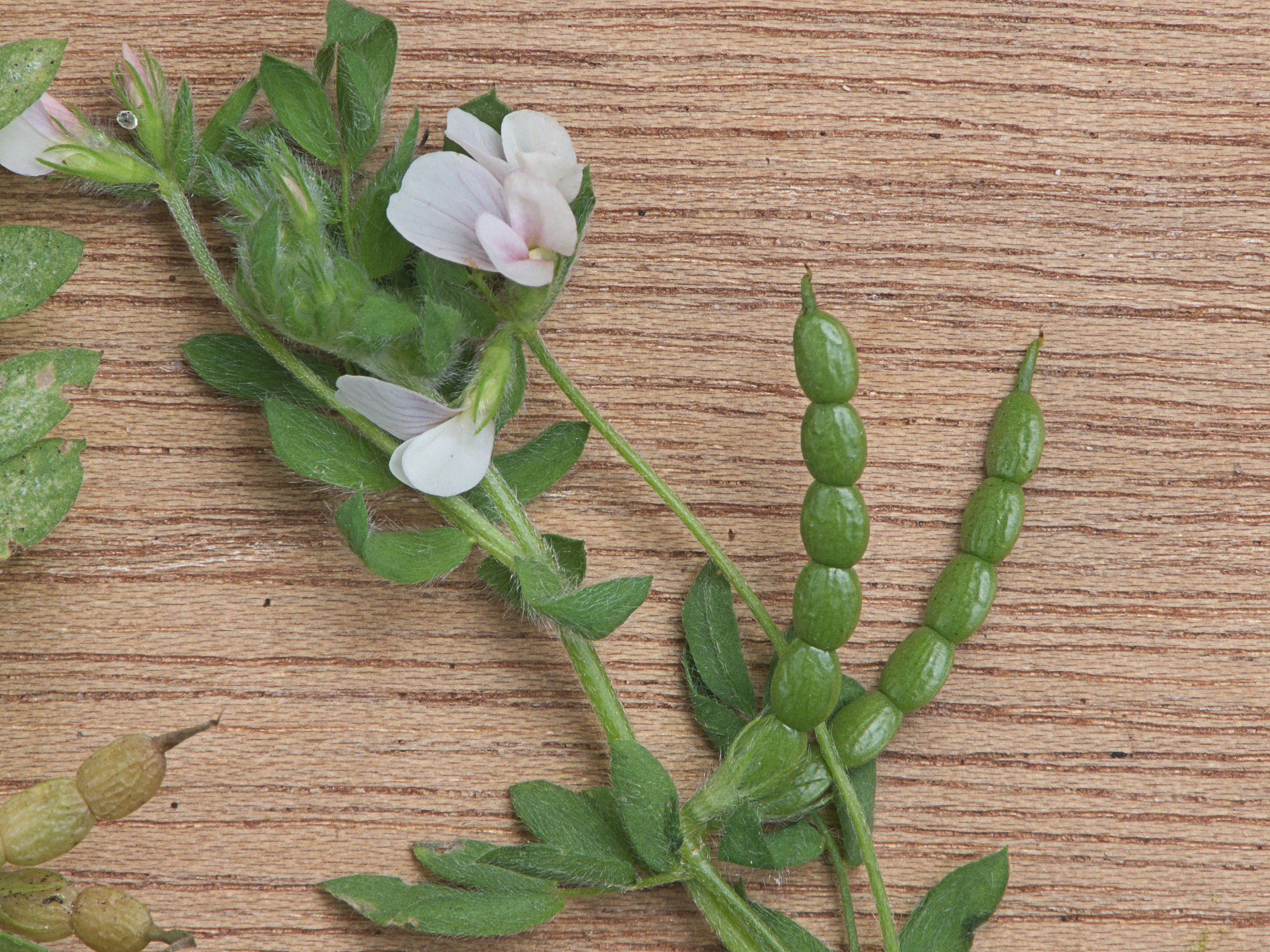
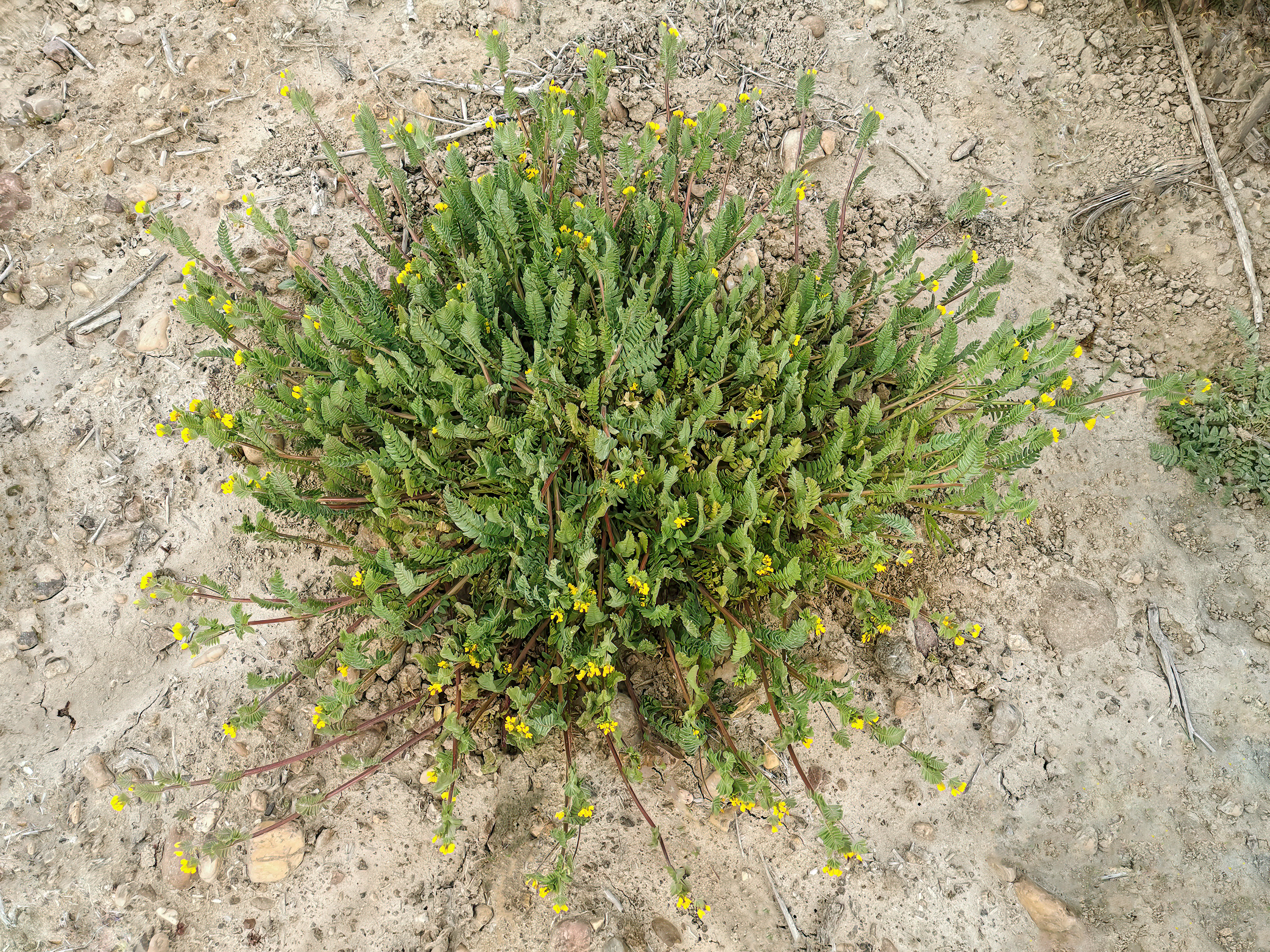
Ornithopus compressus
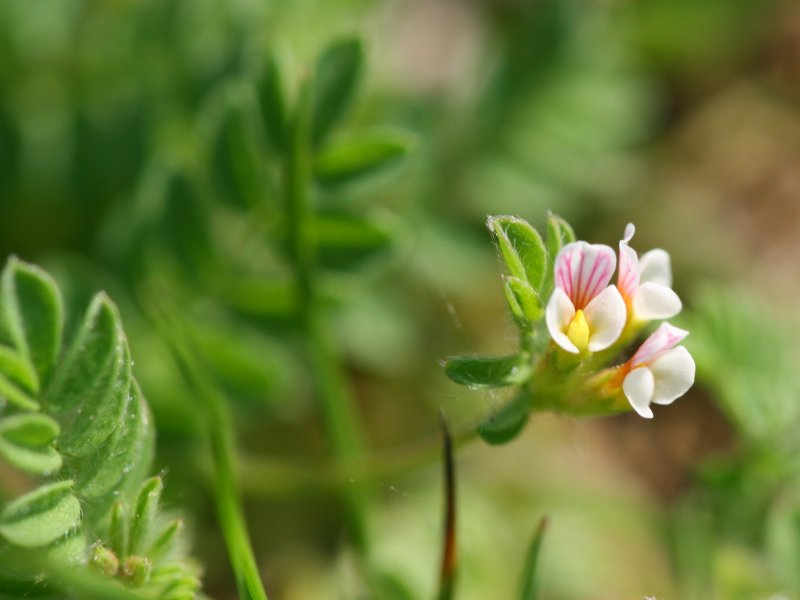